# Afronycteris
Afronycteris — рід рукокрилих ссавців із родини лиликових. Містить два види, обидва проживають в Африці, на південь від Сахари. Afronycteris були раніше класифіковані в Neoromicia, перш ніж філогенетичний аналіз виявив, що вони становлять окремий рід.